# Gregarinidra gregaria
Gregarinidra gregaria är en mossdjursart som först beskrevs av Heller 1867.  Gregarinidra gregaria ingår i släktet Gregarinidra och familjen Flustridae. Inga underarter finns listade i Catalogue of Life.